# Reck (Válogatásalbum rock alapokra)
A Reck (Válogatásalbum rockalapokra) Kőházy "FankaDeli" Ferenc 2009. november 30-án napvilágot látott válogatásalbuma. Az előadó által választott 15 dal került fel rock változatban a lemezre.

## Zenekar
A Rock alapokat készítették:
Filip – Gitár
Norchee – Dob
A Nova Prospect együttes gitárosa – Basszusgitár

## Számlista
| Szám | Cím                     | Eredeti album                                                    |
| ---- | ----------------------- | ---------------------------------------------------------------- |
| 1    | Ez az a hely            | Rendezői változat                                                |
| 2    | Fekete Leves            | Repp                                                             |
| 3    | Néha ennyi kell         | Ezt most EP, Rendezői Változat                                   |
| 4    | Tény                    | Rendezői változat                                                |
| 5    | Békét                   | Jól EP, Üzenetrögzítő, WherDee – RMXS (itt ennek WherDee remixe) |
| 6    | Költészet az aszfaltról | bootleg                                                          |
| 7    | Rendezői Változat       | Rendezői Változat                                                |
| 8    | 999-szer                | Isten hozott... ...Ördög vihet                                   |
| 9    | Majdnem                 | Rendezői Változat                                                |
| 10   | Békét 2                 | Rendezői Változat, bootleg                                       |
| 11   | Álmodtam                | Repp                                                             |
| 12   | Áldd meg a Magyart      | Magyar földre                                                    |
| 13   | Hullanak a levelek      | Rendezői Változat                                                |
| 14   | Ferié 2                 | Jól tévedni emberi dolog                                         |
| 15   | Minek születtél         | Rendezői Változat                                                |